# Топчи, Эдие
Эдие́ Топчи́ (крымскотат. Ediye Topçı, Эдие Топчы, 22 сентября 1919, Бахчисарай, Таврическая губерния — 7 ноября 1967, Ташкент) ― советская крымскотатарская артистка, певица, Заслуженная артистка Узбекской ССР (1965), солистка Государственного ансамбля песни и танца крымских татар «Хайтарма».

## Биография
Родилась 22 сентября 1919 года в городе Бахчисарае.
В школьные годы участвовала в художественной самодеятельности. В 1935 году в возрасте 16 лет начала работать в Крымском радиокомитете, где пела в хоре вокального ансамбля, в 1938 году стала солисткой ансамбля.
В 1940 году поступила на вокальное отделение Симферопольского музыкального училища, занималась в классе педагога Н. Чернова. В 1941 году перешла на работу в Управление по делам искусств при Совете народных комиссаров Крымской АССР.
Однако война помешала ей поступить в Московскую консерваторию имени Петра Чайковского. После освобождения Крыма советскими войсками, 18 мая 1944 года была депортирована в Узбекскую ССР, в город Бекабад. Здесь работала солисткой Узгостеатра с 1944 по 1946 год. Руководила хоровым кружком с 1950 по 1951 год.
Затем ей пришлось оставить пение, работала весовщицей отдела сбыта Беговатского хлопкового завода (1951), портнихой в горпромкомбинате с 1952 по 1955 год, массовиком городского парка в отделе культуры в 1956—1957 годах.
Вернувшись к пению, выступала в самодеятельном ансамбле в Бекабадском Доме культуры. В 1957 году, благодаря усилиям композитора Эдема Налбандова, при Государственной филармонии Узбекистана был создан Государственный ансамбль песни и танца крымских татар, который с 1965 года и поныне носит название «Хайтарма».
В этом ансамбле Эдие Топчи служила  со дня его основания вместе с известными артистами: Сабрие Эреджеповой, Аблямитом Умеровым, Акимом Джемилевым, Селиме Челебиевой и другими.
Сохранились аудиозаписи более 60 песен в исполнении легендарной певицы, среди которых как крымскотатарские народные песни, так и авторские песни композиторов Яя Шерфединова, Абибуллы Каври, Ильяса Бахшиша, Эдема Налбандова, поэтов Максуда Сулеймана, Эшрефа Шемьи-заде, Решида Мурада, Ризы Халида и др.
В 1966 году за вклад в развитие песенного искусства певице Эдие Топчи было присвоено почётное звание «Заслуженная артистка Узбекистана».
Умерла 7 ноября в 1967 году после тяжелой продолжительной болезни. Певица была похоронена на Чиланзарском городском кладбище в городе Ташкент.

## Семья
- Муж — Осман Батыров, журналист. Во время оккупации Симферополя член подпольной группы Абдуллы Дагджи. Расстрелян[3].

## Награды
- Заслуженная артистка Узбекской ССР (1965)[1]

## Память
- Именем Эдие Топчи названы улицы в 7-м микрорайоне Бахчисарая[4], в мкрн Айсабай Евпатории[5], в с. Родниково Симферопольского района[6], в с. Тополи Бахчисарайского района[7] и с. Тимофеевка Джанкойского района[8].